# Peñarrubia (Cantabrië)
Peñarrubia is een gemeente in de Spaanse provincie en regio Cantabrië met een oppervlakte van 54,28 km². Peñarrubia telt 349 inwoners (1 januari 2016).

## Demografische ontwikkeling
Bron: INE, 1857-2011: volkstellingen